# Marcin Pachucki
Marcin Pachucki – polski prawnik, ekonomista i urzędnik państwowy, w latach 2017–2019 zastępca przewodniczącego, a w 2018 p.o. przewodniczącego Komisji Nadzoru Finansowego.

## Życiorys
Ukończył studia ekonomiczne na Akademii Ekonomicznej we Wrocławiu oraz prawnicze na Uniwersytecie Wrocławskim. Od 2001 zatrudniony w organach nadzoru nad rynkiem bankowo-finansowym, doszedł do stanowiska zastępcy dyrektora departamentu prawnego w Urzędzie Komisji Nadzoru Finansowego. Został także reprezentantem KNF w Międzynarodowej Organizacji Komisji Papierów Wartościowych (IOSCO) oraz członkiem ciała nadzorczego w Europejskim Urzędzie Nadzoru Giełd i Papierów Wartościowych. W styczniu 2017 był jednym ze świadków przed sejmową komisją śledczą ds. Amber Gold.
16 lutego 2017 został powołany przez premier Beatę Szydło na stanowisko zastępcy przewodniczącego Komisji Nadzoru Finansowego, odpowiedzialnego za nadzór nad rynkiem kapitałowym i ubezpieczeniowym. 14 listopada 2018 tymczasowo objął kierownictwo nad KNF po dymisji Marka Chrzanowskiego, pozostał na stanowisku do 23 listopada 2018. Odwołany z funkcji wiceszefa KNF z dniem 10 marca 2019.